# Olympische Sommerspiele 1948/Fußball
Bei den XIV. Olympischen Spielen 1948 in London wurde ein Wettbewerb im Fußball ausgetragen.
Bis auf die beiden Partien der Vorrunde, die im Goldstone Ground in Brighton und im Fratton Park in Portsmouth ausgetragen wurden, fanden alle anderen Spiele in folgenden Londoner Stadien statt: Empire Stadium, Selhurst Park, Highbury, Cricklefield Stadium Ilford, Craven Cottage, White Hart Lane, Champion Hill, Green Pond Road und Griffin Park. Es war bis 1984 das letzte olympische Fußballturnier, bei dem eine westeuropäische Mannschaft gewinnen konnte. Das gesamte Turnier wurde im K.-o.-Modus ausgetragen. Bevor mit dem Achtelfinale begonnen werden konnte, mussten zwei Mannschaften in einer Vorrunde eliminiert werden. Für Afghanistan war das Spiel gegen Luxemburg erst das zweite Länderspiel sowie das erste in Europa und gegen eine europäische Mannschaft. Für Luxemburg war es das erste Spiel gegen eine asiatische Mannschaft und das 6:0 ist bis heute der höchste Sieg Luxemburgs. Indien, erst ein Jahr zuvor unabhängig geworden, und Südkorea bestritten im Achtelfinale erstmals ein Fußball-Länderspiel und das Spiel zwischen Mexiko und Südkorea war das erste Länderspiel zwischen einer nordamerikanischen und einer asiatischen Mannschaft. Die britische Mannschaft, die die beiden ersten olympischen Fußballturniere gewonnen hatte, wurde 1948 von Matt Busby betreut, dem legendären Trainer von Manchester United und erreichte letztmals ein Spiel um eine Medaille, verlor dieses aber gegen Dänemark.
Auch die Spiele von Ländern, die mit Amateur-Nationalmannschaften antraten (Frankreich, Großbritannien und Irland) werden von der FIFA als A-Länderspiele gezählt.

## Das Turnier

### Vorrunde
|                                                     |   |             |           |
| 26. Juli 1948 im Fratton Park (8.000 Zuschauer)     |   |             |           |
| Niederlande                                         | – | Irland      | 3:1 (2:0) |
| 26. Juli 1948 im Goldstone Ground (5.000 Zuschauer) |   |             |           |
| Luxemburg                                           | – | Afghanistan | 6:0 (3:0) |

### Achtelfinale
|                                                                 |   |             |                      |
| 31. Juli 1948 im Highbury (21.000 Zuschauer)                    |   |             |                      |
| Großbritannien                                                  | – | Niederlande | 4:3 n. V. (3:3; 1:1) |
| 31. Juli 1948 im Cricklefield Stadium Ilford (17.000 Zuschauer) |   |             |                      |
| Frankreich                                                      | – | Indien      | 2:1 (1:0)            |
| 31. Juli 1948 im Craven Cottage Fulham (7.000 Zuschauer)        |   |             |                      |
| Jugoslawien                                                     | – | Luxemburg   | 6:1 (0:1)            |
| 31. Juli 1948 im Selhurst Park (12.000 Zuschauer)               |   |             |                      |
| Dänemark                                                        | – | Ägypten     | 3:1 n. V. (1:1; 0:0) |
| 2. August 1948 im White Hart Lane (9.514 Zuschauer)             |   |             |                      |
| Schweden                                                        | – | Österreich  | 3:0 (2:0)            |
| 2. August 1948 im Champion Hill (6.500 Zuschauer)               |   |             |                      |
| Südkorea                                                        | – | Mexiko      | 5:3 (2:1)            |
| 2. August 1948 im Green Pond Road (3.000 Zuschauer)             |   |             |                      |
| Türkei                                                          | – | China       | 4:0 (1:0)            |
| 2. August 1948 im Griffin Park Brentford (20.000 Zuschauer)     |   |             |                      |
| Italien                                                         | – | USA         | 9:0 (2:0)            |

### Viertelfinale
|                                                                 |   |            |            |
| 5. August 1948 im Selhurst Park (7.110 Zuschauer)               |   |            |            |
| Schweden                                                        | – | Südkorea   | 12:0 (4:0) |
| 5. August 1948 im Highbury (25.000 Zuschauer)                   |   |            |            |
| Dänemark                                                        | – | Italien    | 5:3 (1:0)  |
| 5. August 1948 im Craven Cottage Fulham (25.000 Zuschauer)      |   |            |            |
| Großbritannien                                                  | – | Frankreich | 1:0 (1:0)  |
| 5. August 1948 im Cricklefield Stadium Ilford (8.000 Zuschauer) |   |            |            |
| Jugoslawien                                                     | – | Türkei     | 3:1 (1:1)  |

### Halbfinale
|                                                       |   |                |           |
| 10. August 1948 im Wembley-Stadium (20.000 Zuschauer) |   |                |           |
| Schweden                                              | – | Dänemark       | 4:2 (4:1) |
| 11. August 1948 im Wembley-Stadium (40.000 Zuschauer) |   |                |           |
| Jugoslawien                                           | – | Großbritannien | 3:1 (2:1) |

### Spiel um Platz 3
| Dänemark                                          | Dänemark | Großbritannien | Großbritannien |
| ------------------------------------------------- | --- | --- | -------------- |
| Dänemark                                          | \| 13. August 1948 in London (Wembley-Stadion) \| \| Ergebnis: 5:3 (3:2) \| \| Zuschauer: 50.000 \| \| Schiedsrichter: Karel van der Meer ( Niederlande) \|                            | \| 13. August 1948 in London (Wembley-Stadion) \| \| Ergebnis: 5:3 (3:2) \| \| Zuschauer: 50.000 \| \| Schiedsrichter: Karel van der Meer ( Niederlande) \| | Großbritannien |
| Dänemark                                          | Eigil Nielsen – Hans Viggo Jensen, Knud Børge Overgaard – Axel Pilmark, Dion Ørnvold, Tage Ivan Jensen – Johannes Pløger, Knud Lundberg, Jørgen Sørensen, John Hansen, Karl Aage Præst | Ronnie Simpson – Jack Neale, Angus Carmichael – Bob Hardisty, Eric Lee, Eric Fright – John Boyd, Andy Aitken, Harry McIlvenny, Jack Rawlings, Bill Amor     | Großbritannien |
| Dänemark                                          | 1:1 Præst (12.) 2:1 J. Hansen (16.) 3:2 Sørensen (41.) 4:2 Præst (49.) 5:3 J. Hansen (77.)                                                                                             | 0:1 Aitken (5.) 2:2 Hardisty (33.) 4:3 Amor (63.) | Großbritannien |
| 13. August 1948 in London (Wembley-Stadion)       | | |                |
| Ergebnis: 5:3 (3:2)                               | | |                |
| Zuschauer: 50.000                                 | | |                |
| Schiedsrichter: Karel van der Meer ( Niederlande) | | |                |

### Endspiel
| Schweden                                    | Schweden | Jugoslawien | Jugoslawien |
| ------------------------------------------- | --- | --- | ----------- |
| Schweden                                    | \| 13: August 1948 in London (Wembley-Stadion) \| \| Ergebnis: 3:1 (1:1) \| \| Zuschauer: 60.000 \| \| Schiedsrichter: William Ling ( England) \|                          | \| 13: August 1948 in London (Wembley-Stadion) \| \| Ergebnis: 3:1 (1:1) \| \| Zuschauer: 60.000 \| \| Schiedsrichter: William Ling ( England) \|                                             | Jugoslawien |
| Schweden                                    | Torsten Lindberg – Knut Nordahl, Erik Nilsson – Birger Rosengren, Bertil Nordahl, Sune Andersson – Kjell Rosén, Gunnar Gren, Gunnar Nordahl, Henry Carlsson, Nils Liedholm | Franjo Šoštarić – Miroslav Brozović, Branko Stanković – Zlatko Čajkovski, Miodrag Jovanović, Zvonimir Cimermančić – Bernard Vukas, Rajko Mitić, Franjo Wölfl, Stjepan Bobek, Željko Čajkovski | Jugoslawien |
| Schweden                                    | 1:0 Gunnar Gren (24.) 2:1 Gunnar Nordahl (48.) 3:1 Gunnar Gren (67., Elfm.)                                                                                                | 1:1 Stjepan Bobek (42.) | Jugoslawien |
| 13: August 1948 in London (Wembley-Stadion) | | |             |
| Ergebnis: 3:1 (1:1)                         | | |             |
| Zuschauer: 60.000                           | | |             |
| Schiedsrichter: William Ling ( England)     | | |             |

## Medaillenränge
| Rang               | Medaillengewinner |
| ------------------ | --- |
| Gold Schweden      | Sune Andersson, Henry Carlsson, Gunnar Gren, Börje Leander, Torsten Lindberg (TW), Nils Liedholm, Bertil Nordahl, Gunnar Nordahl, Knut Nordahl, Erik Nilsson, Birger Rosengren, Kjell Rosén Trainer: Rudolf Kock                                                                                            |
| Silber Jugoslawien | Aleksandar Atanacković, Stjepan Bobek, Miroslav Brozović, Željko Čajkovski, Zlatko Čajkovski, Zvonimir Cimermančić, Miodrag Jovanović, Ljubomir Lovrić (TW), Prvoslav Mihajlović, Rajko Mitić, Branko Stanković, Franjo Šoštarić, Kosta Tomašević, Bernard Vukas, Franjo Wölfl Trainer: Milorad Arsenijević |
| Bronze Dänemark    | John Hansen, Karl Aage Hansen, Hans Viggo Jensen, Tage Ivan Jensen, Knud Lundberg, Eigil Nielsen (TW), Dion Ørnvold, Knud Børge Overgaard, Karl Aage Præst, Axel Pilmark, Johannes Pløger, Holger Seebach, Jørgen Leschly Sørensen Trainer: Robert Mountford                                                |

## Beste Torschützen
| Rang | Spieler           | Tore |
| ---- | ----------------- | ---- |
| 1    | Gunnar Nordahl    | 7    |
|      | John Hansen       | 7    |
| 3    | Francesco Pernigo | 5    |
|      | Henry Carlsson    | 5    |
|      | Kjell Rosén       | 5    |
| 6    | Stjepan Bobek     | 4    |
| 7    | Emidio Cavigioli  | 3    |
|      | Faas Wilkes       | 3    |
|      | Željko Čajkovski  | 3    |
|      | Gunnar Gren       | 3    |
|      | Bob Hardisty      | 3    |